# 13 dicembre
Il 13 dicembre è il 347º giorno del calendario gregoriano (il 348º negli anni bisestili). Mancano 18 giorni alla fine dell'anno.

## Eventi
- 115 - Il terremoto di Antiochia, con una magnitudo di 7,5 MS, colpisce la regione levantina, causando danni materiali e un numero imprecisato di vittime
- 1250 - Federico II, che fu duca di Svevia, re di Sicilia, re di Germania, re di Gerusalemme e imperatore del Sacro romano impero, muore a Fiorentino di Puglia
- 1294 - Papa Celestino V abdica, compiendo il dantesco Gran rifiuto
- 1545 - Inizia il Concilio di Trento, 19° della Chiesa cattolica, nella cattedrale di San Vigilio di Trento, feudo imperiale
- 1577 - Sir Francis Drake salpa da Plymouth, per il suo giro attorno al mondo
- 1642 - Abel Tasman raggiunge la Nuova Zelanda
- 1643 - Guerra civile inglese: battaglia di Alton
- 1836 - Il Gran Teatro La Fenice viene distrutto da un incendio
- 1862 - Guerra di secessione americana: i Confederati vincono la battaglia di Fredericksburg
- 1935 - Un quotidiano francese rende noto il Patto Hoare-Laval in favore delle mire dell'Italia sull'Etiopia
- 1937 - Seconda guerra sino-giapponese: subito dopo Shanghai, caduta della città/capitale di Nanchino e successivo terribile Massacro di Nanchino, protratto per lungo tempo, da parte dell'esercito giapponese
- 1938 - 100 deportati da Sachsenhausen costruiscono il campo di concentramento di Neuengamme, nei pressi di Amburgo
- 1939 - Seconda guerra mondiale: inizia la battaglia del Río de la Plata, il primo grande scontro navale della guerra
- 1941 - Seconda guerra mondiale: la Romania dichiara guerra agli Stati Uniti
- 1949 - La Knesset vota lo spostamento della capitale d'Israele a Gerusalemme
- 1959 - L'arcivescovo Makarios III diventa il primo presidente di Cipro
- 1972 - Due astronauti del programma Apollo 17 (Eugene Cernan e Harrison Schmitt) cominciano la sesta e ultima attività extraveicolare sulla Luna, l'ultima missione umana sulla Luna del XX secolo, conclusasi il 14 dicembre alle 05:40 UTC
- 1974 - Malta diventa una repubblica
- 1981
  - Il CR Flamengo vince la Coppa Intercontinentale diventando campione del mondo battendo il Liverpool 3-0
  - Il generale Wojciech Jaruzelski dichiara la legge marziale in Polonia
- 1982 - Una frana devasta la città di Ancona, 3500 sfollati. La ricostruzione della zona interessata, partita l'anno successivo, durerà fino al 1997.
- 1990 - Terremoto in Sicilia, 13 morti
- 1996 - Kofi Annan viene eletto come Segretario generale delle Nazioni Unite
- 2001 - Il Parlamento indiano viene attaccato da militanti armati. L'assalto fallisce
- 2002 - A Copenaghen l'Unione europea annuncia l'ingresso di dieci nuovi paesi membri: Cipro, Estonia, Lettonia, Lituania, Malta, Polonia, Repubblica Ceca, Slovacchia, Slovenia e Ungheria. L'ingresso nell'UE diventerà ufficiale il 1º maggio 2004
- 2003 - L'ex presidente iracheno Saddam Hussein viene catturato nei pressi della sua città natale, Tikrit
- 2004 - L'ex dittatore cileno Augusto Pinochet viene messo agli arresti domiciliari
- 2011 - Strage di Liegi
- 2017 - Al Castello di Saint-Cloud, nei pressi di Parigi, si riunisce il G5 Sahel (vertice politico internazionale tra Burkina Faso, Ciad, Mali, Mauritania e Niger) con i governi di Francia, Italia e Germania. I tre paesi europei decidono di sostenere il G5 Sahel, la coalizione militare dei cinque paesi africani[1]

## Nati
Ci sono circa 1 050 voci su persone nate il 13 dicembre; vedi la pagina Nati il 13 dicembre per un elenco descrittivo o la categoria Nati il 13 dicembre per un indice alfabetico.

## Morti
Ci sono circa 540 voci su persone morte il 13 dicembre; vedi la pagina Morti il 13 dicembre per un elenco descrittivo o la categoria Morti il 13 dicembre per un indice alfabetico.

## Feste e ricorrenze

### Civili
Nazionali:
- Malta - Giorno della Repubblica
- Saint Lucia - festa della patrona nazionale (Santa Lucia)

### Religiose
Cattolicesimo:
- Santa Lucia, vergine e martire
- Sant'Antioco di Sulcis, martire
- Sant'Aristone, martire
- Sant'Arsenio di Mileto, monaco e taumaturgo
- Sant'Autberto di Cambrai, vescovo
- Santi Eustrazio, Aussenzio, Eugenio, Mardario e Oreste, martiri
- San Giudoco, eremita
- Santa Ottilia di Hohenbourg, badessa
- San Pietro Cho Hwa-so e cinque compagni, martiri
- Beati sette cavalieri mercedari
- Beato Antonio Grassi
- Beato Giovanni Marinoni, sacerdote
- Beato Martino de Pomar, mercedario

Religione romana antica e moderna:
- Idi (Feriae Iovi)
- Natale di Tellus alle Carine
- Lectisternio per Cerere alle Carine
- Ludi Lancionici, secondo giorno